# Pilsko
Pilsko este o arie protejată (arie specială de conservare — SAC, sit de importanță comunitară — SCI) din Slovacia întinsă pe o suprafață de 701,08 ha, integral pe uscat.

## Localizare
Centrul sitului Pilsko este situat la coordonatele 49°31′18″N 19°19′00″E / 49.521667°N 19.316667°E.

## Înființare
Situl Pilsko a fost declarat sit de importanță comunitară în aprilie 2004 pentru a proteja 1 specie de plante și 3 specii de animale. Situl a fost protejat și ca arie specială de conservare în martie 2004.

## Biodiversitate
Situată în ecoregiunea alpină, aria protejată conține 8 habitate naturale: Formațiuni ierboase bogate în specii de Nardus, dezvoltate pe substraturi silicioase în zone montane (și în zone submontane, în Europa continentală), Grohotișuri silicioase de la nivelul montan până la nivelul zăpezii (Androsacetalia alpinae și Galeopsietalia ladani), Păduri acidofile de Picea de la nivel montan la nivel alpin (Vaccinio-Piceetea), Pajiști alpine și boreale, Pante stâncoase silicioase cu vegetație casmofită, Tufărișuri cu Pinus mugo și Rhododendron hirsutum (Mugo-Rhododendretum hirsuti), Păduri de fag Asperulo-Fagetum, Mlaștini oligotrofe degradate, capabile încă de regenerare naturală.
La baza desemnării sitului se află mai multe specii protejate:
- plante (1): Aconitum firmum subsp. moravicum
- amfibieni (1): Triturus montandoni
- mamifere (2): lupul (Canis lupus), râs eurasiatic (Lynx lynx)

Pe lângă speciile protejate, pe teritoriul sitului au mai fost identificate 2 specii de plante.